# KASBUL
KASBUL (Касбул) (индон. Kaderisasi Sebulan), буквальное значение: Месячная подготовка кадров — действовавшие в первой половине 1960-х годов в Индонезии курсы подготовки католической молодежи в антикоммунистическом и антиисламистском духе. Основателем и руководителем курсов был проповедник-иезуит Йооп Бек. Действовали нелегально, программа включала как политическую и идеологическую, так и боевую подготовку.
В ходе острого политического кризиса середины 1960-х годов выпускники курсов активно выступали на стороне военной верхушки и правых политических сил. Участвовали в преследованиях коммунистов и их сторонников. После установления режима Нового порядка при президенте Сухарто многие выпускники Касбула стали видными политиками, чиновниками и бизнесменами.

## Организация католиков-антикоммунистов
В начале 1960-х в политике президента Индонезии Сукарно резко усилились прокоммунистические тенденции. Компартия Индонезии (КПИ) превращалась в самую влиятельную политическую силу страны. Происходило быстрое сближение с маоистской КНР. Эти процессы вызывали резкую оппозицию правых сил — армейского командования, большей части мусульманских и католических кругов.
Лидером антикоммунистического движения в католической общине Индонезии был священник-иезуит Йооп Бек, широко известный как Патер Бек. Его проповеди пользовались большой популярностью среди студентов-католиков. Патер Бек фактически взял под контроль Ассоциацию католических студентов Республики Индонезия (PMKRI).
Для наиболее радикальных активистов PMKRI Бек создал нелегальную структуру Kaderisasi Sebulan (Месячная подготовка кадров) — KASBUL (Касбул), программа которой включала не только политическую и идеологическую обработку, но и боевую подготовку. Первыми слушателями, а затем преподавателями Касбула стали ближайшие ученики Бека, лидеры PMRKI Юсуф Вананди, Софьян Вананди, Космас Батубара, Гарри Тян Силалахи.

## Политическая и боевая подготовка
В рамках Касбул было сосздано несколько учебных центров, опиравшихся на сеть тайных агитационных пунктов и спортивно-тренировочных баз. Размещались они в студенческих общежитиях при университетских кампусах. Главная штаб-квартира располагалась в общежитии Университета Саната Дхарма (Джокьякарта).

Здесь молодых католических добровольцев обучали, как иметь дело с коммунистами и исламистами.

Каждый учебный центр Касбул объединял по 100 человек — 90 юношей, 10 девушек. Деятельность осуществлялась в условиях строжайшей конспирации: слушателям курсов запрещалось информировать даже членов своих семей. Приём осуществлялся по рекомендации католических священников, лично знавших кандидатов.
Программа политической подготовки, разработанная Патером Беком, основывалась на принципах социального католицизма в версии Боба Сантамарии, корпоративизма и солидаризма. Важное место занимала пропаганда радикального антикоммунизма и враждебности к исламу. Студентов обучали также рукопашному бою, обращению с оружием, технике конспирации, поведению на допросах, способам побегов. Учебные бои на тренировках проводились в весьма жёсткой форме.

Для нас это была борьба не на жизнь, а на смерть. Мы были готовы на всё. Наши люди в любой момент могли уйти в подполье и начать активную борьбу, если бы коммунисты взяли верх.

Юсуф Вананди

В Касбуле царила жёсткая военизированная дисциплина, безусловное повиновение командирам, личная преданность Патеру Беку. Некоторые наблюдатели отмечали, что нравы Касбула совмещали порядки Ордена иезуитов и — как ни парадоксально — коммунистических организаций.

## Участие в антикоммунистической кампании
30 ноября 1965 года прокоммунистическая группа Унтунга совершила попытку военного переворота. Путч был подавлен войсками под командованием Сухарто и Сарво Эдди. В Индонезии началась мощная антикоммунистическая кампания, сопровождавшаяся массовыми убийствами членов и сторонников КПИ. 8 октября 1965 боевики Касбула и PMKRI активно участвовали в разгроме джакартской штаб-квартиры КПИ.
В условиях успешного реванша правых сил многие выпускники Касбула вышли на руководящие позиции в молодежном и студенческом движении соответствующего толка. 25 октября 1965 Космас Батубара, Юсуф Вананди, Софьян Вананди, Гарри Тян Силалахи — наряду с несколькими активистами, исповедовавшими ислам (Абдул Гафур, Акбар Танджунг, Юсуф Калла, Давид Нипитупулу) — учредили Союз действия студентов Индонезии (КАМИ).
КАМИ был в числе инициаторов Трёх народных требований: роспуск и запрет КПИ и коммунистической идеологии, чистка правительства и госаппарата от сторонников коммунизма, снижение цен на товары массового спроса. Выпускники Касбул и члены КАМИ активно участвовали в разгроме КПИ, в том числе в убийствах, и в демонстрациях против правительства Сукарно. КАМИ и аффилированные с ним структуры — фактически руководимые Йоопом Беком — сыграли заметную роль в разгроме компартии и антисукарновских выступлениях.

## ПриНовом порядке
После свержения Сукарно и установления в Индонезии режима Нового порядка под руководством президента Сухарто Касбул как структура прекратил существование. Однако заданный им общественно-политический вектор оставался весьма ощутимым и востребованным властными структурами. Йооп Бек снискал расположение Сухарто и принял активное участие в подготовке и реализации ряда его политических инициатив — в том числе, в формировании организационной и идеологической основы политического блока Голкар. Выходцы из Касбула — Космас Батубара, Юсуф и Софьян Вананди, Гарри Тян Силалахи — заняли видные посты в Голкаре и госаппарате. Католические группировки, связанные с Патером Беком, получили значительное представительство во многих государственных и общественных структурах. «Мозговым центром» этой части политической элиты стала структура CSIS, учреждённая для содействия правительству в выработке внешне- и внутриполитических решений.
После ликвидации КПИ в качестве главного противника католические активисты стали рассматривать исламские политические силы. Прежде всего это касалась Нахдатул Улама, особенно его радикального крыла, которое возглавлял Субхан ЗЭ — недавний лидер KAP Gestapu и союзник КАМИ по антикоммунистической кампании. В этом противостоянии Сухарто, настороженно относившийся к перспективе исламизации страны, длительное время поддерживал Патера Бека.
Однако в середине 1970-х ситуация изменилась: власти пошли на сближение с умеренным крылом мусульманских сил. Йооп Бек к этому времени значительно снизил свою активность, и влияние правокатолических сил пошло на спад. Однако благодаря стремлению Сухарто к построению оптимальной системы сдержек и противовесов, они всё же сохранили определённую роль в политической жизни страны. Прежде всего это выразилось в реформе партийной системы 1973 года: существовавшие за рамками Голкар политические организации были слиты в две партии — формально оппозиционные, однако реально подконтрольные и дозированно поддерживаемые властями. Если Партию единства и развития были объединены мусульманские партии, то в Демократическую партию Индонезии - партии националистического и христианского толка.

## Политическое и идеологическое наследие
Черты, восходящие к наследию Касбула, просматриваются в индонезийской католической политике. Критические источники констатировали, что католические активисты меняли левую светскую идеологию бывшей Народно-демократической партии (НДП) в правокатолическом и христианско-фундаменталистском направлении. Отмечалось тактическое сближение с бывшими коммунистами и поддержка президента Джокови — в общем противостоянии исламистам.
Ведущими католическими политиками современной Индонезии считаются Аджьянто Дви Нугрохо (бывшая НДП) и Хасто Кристиянто (Демократическая партия борьбы Индонезии). Оба характеризуются как «прошедшие школу Патера Бека» — хотя по возрасту не могли состоять в Касбул. Их политический курс ориентирован на всемерное лоббирование интересов католической общины Индонезии. В 2010-х годах эта политика осуществляется преимущественно через альянс с левоцентристскими силами.